# 拉里·约斯特
拉里·约斯特（英語：Larry Jost，1921年2月22日—2001年10月28日），美国音频工程师。他曾3次被提名奥斯卡最佳音响效果奖。1961年至1984年间，他曾参与过45部以上电影的制作。

## 部分影视作品
- 海豚之日（英语：The Day of the Dolphin） (1973)[1]
- 力争上游（英语：The Paper Chase (film)） (1973)[1]
- 唐人街 (1974)[2]